# 达热依水库
达热依水库，也称期（其、齐）满水库，位于中华人民共和国新疆维吾尔自治区阿克苏地区沙雅县托依堡勒迪镇库木艾日克村以南，是一座以灌溉为主的中型灌注式平原水库，于1965年建成，原设计库容6500万立方米，之后由于淤积有效库容仅剩3910万立方米。大坝为黏土心墙坝，最大坝高3.8米，坝长2.1千米。水库承担着沙雅监狱及周边乡镇的0.37万公顷耕地的供水任务。